# Кутіков Олександр Вікторович

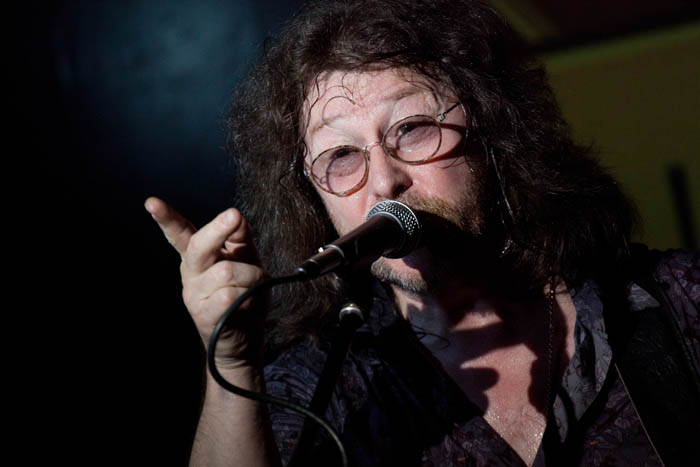

Олександр Вікторович Кутіков (нар.. 13 квітня 1952, Москва) — радянський і російський музикант, композитор, вокаліст, музичний продюсер. Заслужений артист Росії (1999).
Виступав і виступає у складі кількох музичних колективів. Найбільш відомий як бас-гітарист, вокаліст і композитор рок-групи «Машина часу», до складу якої входив у 1971—1974 роках та з 1979 року по теперішній час.
У 1974—1979 роках грав у групі Високосноє лето.
Власник, засновник і президент звукозаписної фірми «Sintez records» (заснована в 1987 році).

## Біографія
Олександр Кутіков народився в російсько-єврейській родині 13 квітня 1952 року в Малому Піонерському провулку, на Патріарших ставках, у самому центрі Москви.

### Родина
Батько — Віктор Миколайович Петухов (нар. 09.12.1923), футболіст куйбишевських «Крил Рад» — рано пішов із сім'ї.
Мати — Софія Наумівна Кутікова (нар. 20.02.1924), співала і танцювала в циганському ансамблі під управлінням Кємалова — одному з кращих гастрольних колективів післявоєнного часу.
Старша сестра Наталя.
Дядько — Сергій Миколайович Красавченко (нар. 19 грудня 1940) — був головою Комітету Верховної Ради з питань економічної реформи і власності, а також першим заступником керівника Адміністрації президента Бориса Єльцина
- Дідусь по матері — Наум Михайлович (Мойсейович) Кутіков (1902—?), у 14 років пішов робити революцію. У 1919 році, коли йому було 17 років, уже командував полком. До 1928 році він був одним із керівників ЧК Камчатки. Кар'єра в ЧК[10]. Був двічі виключений з ВКП(б), двічі відновлений. Перший раз він потрапив під репресії наприкінці 1930-х, а залишився живий тільки тому, що був близько знайомий з Олександром Миколайовичем Поскребишевим і його тільки виключили з партії, але не розстріляли і не посадили. Потім він став заступником директора 19-го Авіаційного заводу, зараз називається завод імені Хрунічева, під час німецько-радянської війни, працював у Міністерстві озброєнь, а потім отримав найвищу свою посаду Керуючий справами наркомату авіаційної промисловості СРСР, цим наркоматом керував Михайло Мойсейович Каганович, брат Лазаря Кагановича[11]. Після розвінчання культу особи Сталіна, був виключений з КПРС за те, що працював з Кагановичем. Два роки він був без роботи, потім став заступником начальника тресту «Висотних будинків і готелів» і був відновлений у партії. Йому допоміг Олександр Іванович Максаков[12].
- Бабуся по матері — Галина (Гліка) Ісааківна Кутікова, закінчила математичний факультет МДУ, була головним бухгалтером фабрики в Сокольниках.

### Дитинство
Дитинство Олександра Кутікова пройшло в Малому Піонерському провулку на Патріарших ставках.
|  | До 7 років я жив в окремій 4-кімнатній квартирі на Патріарших ставках. Дідусь Наум Михайлович Кутіков був дуже великим адміністративним працівником. Просто після того, як дідусь з бабусею розлучилися, ця квартира була розміняна. Всі роз'їхалися по маленьких кімнатках. Моя бабуся залишилася жити по сусідству з тим приміщенням, яке колись було нашою розкішною квартирою. Ми з мамою і сестрою переїхали спочатку у Великий Козихінський провулок, а потім на Малу Бронну. Але це вже були кімнати в комуналках. Після того, як у мене були няньки, пайки, потрапити в комуналку, де ще 11 сусідів — це шок, звичайно. |

У будинку Кутикових бували відомі люди: Марк Бернес, Петро Алейников, і відомі спортсмени, серед них Бобров Всеволод Михайлович. Навчався в музичній школі. Грав на різних духових інструментах — і на трубі, і на альті, і на тенор-саксофоні виконував класичну музику. Був горністом в піонерському таборі, перемагав на конкурсах. У 14 років почав грати на гітарі. В юності займався боксом (боксував у легкій вазі на Першості Москви серед юнаків і отримав «бронзу»), хокеєм і футболом. Був секретарем комсомольської організації школи, але в 16 років написав заяву про вихід із ВЛКСМ. Через це не вступив до жодного інституту.

### Освіта
Навчався в музичній школі по класу труби і успішно її закінчив.
Навчався в Московському радіомеханічному технікумі (МРМТ) на факультеті радіолокації, який покинув. Потім закінчив школу робітничої молоді № 97.
|  | Коли я вступив до військово-механічного технікуму (випр: Московський радіомеханічний технікум) Міністерства Оборони (випр.: Міністерства оборонної промисловості), передбачалося, що я одягну мундир або стану фахівцем з приймання виробів у сфері радіолокації на якому-небудь солідному вітчизняному підприємстві. Але в силу моєї юнацької відчайдушності я закинув цей технікум дуже швидко. Бо розумів, що перспектива стати військовим або людиною, наближеною до оборонного відомства, мене абсолютно не приваблює. Я цікавився музикою, грою в рок-гурті, «Бітлз». І пішов працювати до радіокомітету звукооператором. Чому в 1971-му я опинився в «Машині», одному Богу відомо. Думаю, основним спонукальним мотивом було те, що хлопці зібралися хороші. Всі були бітломани. Але, перші пісні, які я намагався заспівати сам, до «Машини», були не "бітловські», а групи «Creedence». Взагалі, я крім «Бітлз» любив: Джо Кокера, «Дорз», «Кінкс», «Прокл Харумі» |

.
|  | Я поступив на журфак. Але коли були іспити, я поїхав грати на південь з «Машиною». Це була перша поїздка. Але все-таки зробив кілька репортажів, працюючи в радіокомітеті звукооператором, їздив у відрядження. Був момент, коли у мене прокинувся інтерес до журналістики. Але це більше пов'язано з впливом особистостей тих журналістів, з якими я спілкувався. |

### Творча біографія

#### «Машина Часу» (1)
У 1969 році працював радіорегулювальником. Потім — з 1970 року — звукооператором і звукорежисером у Держтелерадіо.
|  | Ще в 1970 році в цеху трансляцій і позастудійного запису ГДРЗ був наймолодшим звукооператором. І в 18 років виїжджав на трансляції і записи концертів за участю зірок. Мені довіряли записувати Карела Готта, ВІА «Співаючі гітари», Гелену Вондрачкову та інших відомих виконавців. |

У віці 19 років знайомиться з 17-річним Андрієм Макаревичем, який тоді навчався на першому курсі МАРХІ. За власним визнанням:
Ми відразу виявили, що у нас багато спільних музичних пристрастей, в тому числі й бітли. <…> Мене завжди приваблювали люди, які володіють більш високим інтелектом, світоглядом, рівнем освіченості, ніж у мене. <…> Андрійко був якраз з тих людей. Наприклад, блискуче розбирався у літературі, зокрема в поезії. Коли я трохи поспілкувався з Андрійком, зрозумів, скільки він все читав, скільки чудових віршів знає напам'ять і скільки всього я втратив, катаючись в дитинстві на ковзанах і бігаючи по дворах.
У 1971 році Сергій Кавагое запрошує Кутікова до «Машини часу» замість пішовшого до лав Радянської армії басиста Ігоря Мазаєва. Як згадував Андрій Макаревич, Кутіков «вніс до команди дух мажорного безхмарного рок-н-ролу». Під його впливом репертуар групи поповнився радісними пісеньками «Продавець щастя», «Солдат», тощо. У цей же час Кутіков зробив все, щоб відбувся перший концерт «Машини часу» на сцені ДК «Енергетик» — колиски московського року.

#### «Високосноє лєто»
У 1974 році Олександр Кутіков покидає групу після конфлікту з Кавагое, деякий час грає в групі «Високосное лєто», потім повертається. Але в 1975 знову йде — його запрошують до ВІА при Тульській філармонії. Свою роль в рішенні про відхід з «Машини» зіграв і той факт, що в цей період Кутіков офіційно ніде не працював і йому загрожувало притягнення до суду за дармоїдство. Пропрацювавши 8 місяців на професійній сцені і, за власними словами, багато чого там навчившись, звільняється. З 1976 по 1979 рік він бас-гітарист та вокаліст групи «Високосноє лєто». У 1979 році, коли через тертя між Олександром Ситковецьким та Крісом Кельмі «Високосноє лєто» опиняється на межі розпаду, Кутіков разом з барабанщиком «Високосного лєта» Валерієм Єфремовим йде до Андрія Макаревича, який в цей час залишився один після сварки з Кавагое і послідувавшим за цим розвалом «Машини Часу».

#### «Машина Часу» (2)
Йдучи, Кутіков умовив послідувати його прикладу барабанщика Валерія Єфремова з «Високосного лєта» і клавішника Петра Подгородецького, тим самим допомігши Макаревичу відродити «Машину Часу». З 1979 року Олександр Кутіков разом із Макаревичем та Єфремовим є її беззмінним учасником. У групі він є автором музики, вокалістом, бас-гітаристом а, іноді, й гітаристом. Написав музику пісень «Поворот», «Стрибки» (обидві — спільно з Петром Підгородецьким), «За тих, хто в морі» (спільно з Андрієм Макаревичем), «В добрий час», «Музика під снігом», «Ніч», «Спускаючись до великої річки», «Він грає на похоронах і танцях» та інших.

#### Звукорежисер
Працював звукорежисером на Держтелерадіо, регулювальником радіоапаратури. Здійснив запис перших альбомів груп «Воскресіння», «Ліцей», «Браво», «Високосний рік» і «Секрет». До цих пір здійснює запис і зведення для студійних альбомів групи «Машина часу». Учень Віктора Бабушкіна. Керує компанією звукозапису Sintez Records. Продюсер музичних альбомів «Машини часу» та проекту «Старі пісні про головне».

### Сольна діяльність
У 1987 році записав свої перші сольні пісні «Дай помріяти» і «Хто зі мною?» на вірші Маргарити Пушкіної.
У 1990 році випустив сольну грамплатівку «Танці на даху», яка була перевидана на CD в 1996 році. Альбом був записаний у співпраці з гітаристом Дмитром Четверговим та Андрієм Державіним (майбутнім клавішником «Машини часу»). Він складався з пісень на вірші Карена Кавалеряна. Сам Кутіков пояснив вихід сольної платівки тим, що у нього накопичилося багато музичного матеріалу, а Макаревич, дуже серйозно підходить до своєї творчої діяльності, не зможе швидко написати тексти нових пісень. При перевиданні на CD у 1996 році до блоку пісень на вірші Кавалеряна були додані пісні, що не увійшли на вініловий диск  на вірші Маргарити Пушкіної «Хто зі мною» і «Дай помріяти», а також кавер пісні «П'єси і ролі» на вірші Олександра Зайцева з репертуару «Машини часу» (альбом «В круге света»).
З 1991 р. Ігор Кутіков — президент компанії «Синтез Рекордз».
З грудня 2003 року Кутіков відновив сольну діяльність: на цей раз спільно з групою «Нюанс», на концертах якої виконує пісні зі свого сольного альбому і репертуару «Машини часу». З групою «Нюанс» він виступив на фестивалі «Фенікс» у Грозному. В інтерв'ю Кутіков говорить про вихід нового сольного альбому.
Альбом «Демони любові» вийшов у 2009 році. Представлення нової програми відбулося у МХАТі в лютому 2009 р.
Найближчим часом готується до виходу другий альбом із групою «Нюанс». Його вихід залежить не від автора, а від випускаючої фірми і один з його друзів з Abbey Road. За словами самого Олександра, «Коли альбом був записаний, мені захотілося перезвести одну з пісень, і я звернувся до свого старого друга в Лондон. Але друг сильно завантажений, тому, коли буде час, все закінчать.» (цитата неточна, передана суть).
Навесні 2016 року вийшов третій сольний альбом Олександра Кутікова — «Бесконечномгновенно».

## Нагороди
- Орден Пошани (24 червня 1999 року) — за заслуги в розвитку музичного мистецтва[22] і в зв'язку з 30-річчям групи.
- Почесна премія РАВ та ВОІВ (2009) — «за внесок у розвиток науки, культури і мистецтва»[23].
- Орден Дружби.

## Особисте життя
- Перша дружина Людмила, дочка Валерія[24].
- Друга дружина Катерина — танцівниця колективу «Сувенір».
- Третя дружина, з 1983 року: Катерина Ігорівна Бганцева (нар. 4 серпня 1961 року) — художник, ландшафтний дизайнер, донька кінооператора Ігоря Миколайовича Бганцева (нар. 16 серпня 1932 року), Заслужений діяч мистецтв РРФСР (31.12.1976), оператор Центральної студії документальних фільмів, знімав сюжети в кіножурналі «Новини дня»[25][26]. Художник-постановник: закінчила постановочний факультет Школи-студії МХАТ, працювала в Вахтанговському театрі, викладала в інституті культури. Потім, вступила на архітектурний факультет ландшафтного дизайну, паралельно закінчила японську академію школи согецу. Склала іспит, отримала японське ім'я і тепер має право відкривати школи по всьому світу[27].
  - Донька: Катерина Олександрівна Кутікова (нар. 26 травня 1989), юрист, захоплюється музикою та фотографією, — закінчила юридичний факультет Міжнародного Університету в Москві, оформила обкладинку альбому «Демони любові»[28].

## Цікаві факти
- У його домашніх тварин незвичайні клички: кішка Марта-Мартышка[29], два кота — Серпень і Вересень (Сєня), довгошерста такса Бруно.

## Відомі пісні у виконанні Олександра Кутікова
- «Поворот»
- «Стрибки»

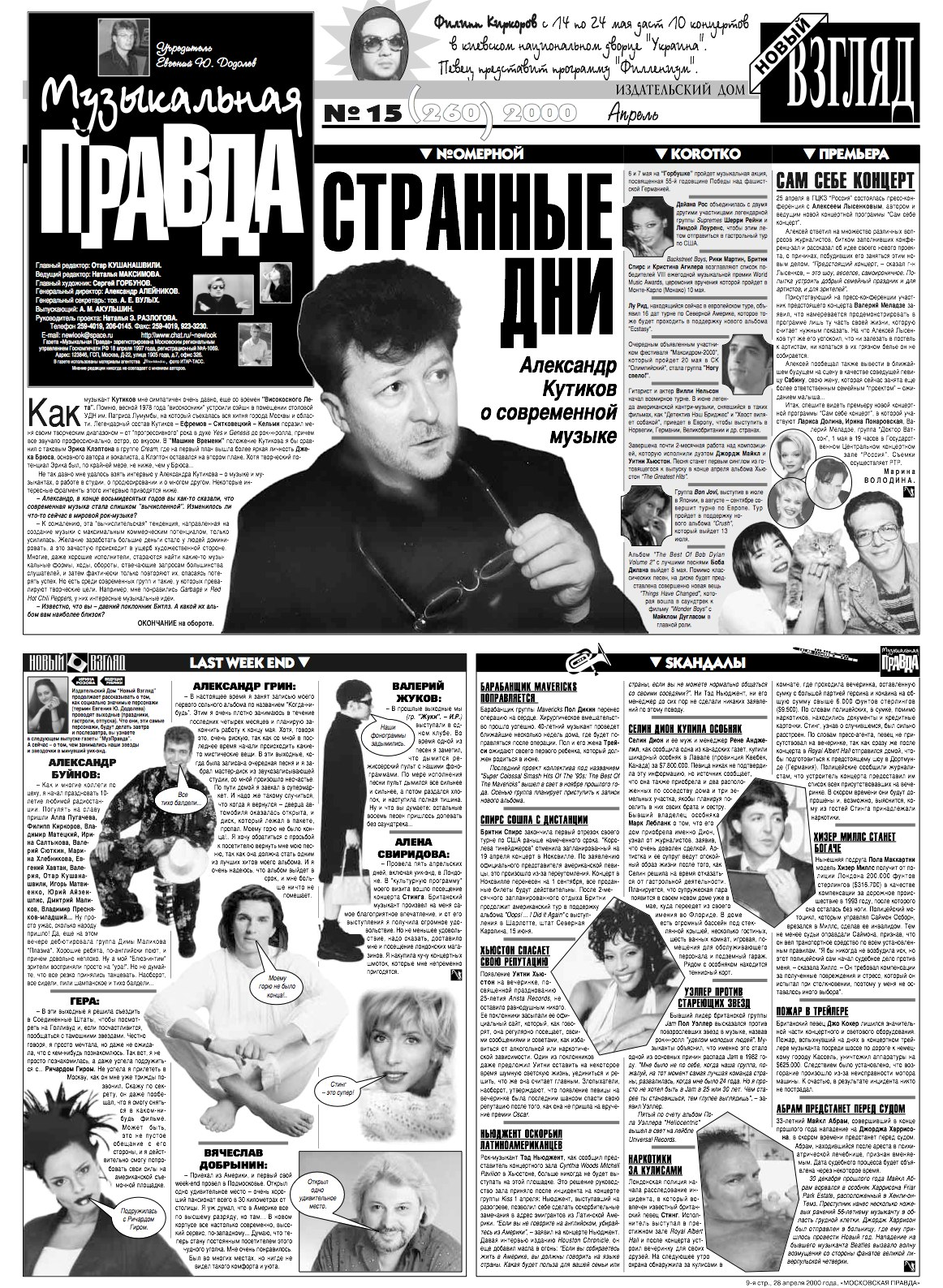

- «Коханці місяця» (А.Кутіков — К. Кавалерян)
- «Танці на даху» (А.Кутіков — К. Кавалерян)
- «П'єси і ролі» (А.Кутіков — А.Зайців)
- «Дивний музей» (вірші М.Пушкіної)
- «Дивні дні»
- «Поки не спущений курок»
- «Якщо б ми були дорослішим»
- «Перевернутий світ літніх снів»
- «Бите скло»
- «Я хочу знати»
- «Далі й далі»
- «Караван» (А.Кутіков — А.Зайців)
- «Кого ти хотів здивувати?»
- «Спускаючись до великій річці»
- «Він грає на похоронах і танцях»
- «На абрикосових пагорбах»
- «Залиш мене»
- «На Малій Бронній»
- «Ніч за твоїм плечем»
- «Йдучи — йди»
- «Старий рок-н-рол»
- «Лондон»
- «Знаки на піску»
- «Про що небо плаче?»

Автор музики до багатьох з цих та інших пісень, в тому числі і виконуваним Андрієм. Макаревичем («Ніч», «Там, де буде новий день» тощо) та Євгеном Маргулісом («Вітер завжди самотній»)

## Сольна дискографія
1. 1990 — «Танці на даху» (перевиданий у 1996 з додаванням трьох пісень)
2. 1996 — «Лавка Чудес» (пісні 1972—1979 рр. — «Високосное літо»)
3. 2002 — «The Best. Машина часу»
4. 2002 — «Happy Birthday! Вибране, том I.» (ексклюзивне Подарункове видання. Проект за участю О.Кутікова)
5. 2009 — «Демони Любові»
6. 2014 — «Олександр Кутіков і Нюанс: Перші записи» (інтернет-EP)
7. 2016 — «Нескінченно-миттєво»

## Рок-опери
- 1985 — «Стадіон» — «Єхидний»
- 2009 — «Майстер і Маргарита» — Сусід Алоизия

## Музика для кіно
- 1985 — «Почни спочатку»
- 1986 — «Прорив»
- 1991 — «Арифметика вбивства»

## Музика для мультфільмів
Олександр Кутіков разом з Олександром Зайцевим та Андрієм Макаревичем написали музику для декількох мультиплікаційних фільмів серіалу Мавпочки:
- 1983 — «Мавпочки. Гірлянда з малюків»
- 1984 — «Як мавпочки обідали»
- 1987 — «Мавпочки і грабіжники»

## Фільмографія
| Рік  |     | Назва                      | Роль             |    |
| ---- | --- | -------------------------- | ---------------- | -- |
| 1976 | док | «Шість листів про біту»    | грає самого себе | ру |
| 1981 | ф   | «Душа»                     | камео            | ру |
| 1985 | ф   | «Почни спочатку»           | камео            | ру |
| 1989 | ф   | «Скляний лабіринт»         | камео            | ру |
| 1989 | док | «Рок та фортуна»           | грає самого себе | ру |
| 2011 | ф   | «Без Маски». Фільм-концерт | грає самого себе | ру |

## Відеокліпи
- 1987 — «Замикаючи коло»
- 1988 — «Дай помріяти»
- 1989 — «Троянський кінь»
- 2007 — «Замикаючи коло XX років потому»

## Бізнес
- «Sintez records»
- З 1991 року — президент студії «Sintez records», що випускає практично всі диски групи «Машина Часу» і не тільки.